# Liodessus chilensis
Liodessus chilensis är en skalbaggsart som först beskrevs av Antoine Joseph Jean Solier 1849.  Liodessus chilensis ingår i släktet Liodessus och familjen dykare. Inga underarter finns listade i Catalogue of Life.